# Lgota Wielka (gmina w guberni kieleckiej)
Lgota Wielka – dawna gmina wiejska istniejąca w XIX wieku w guberni kieleckiej. Siedzibą władz gminy była Lgota Wielka.
Za Królestwa Polskiego gmina Lgota Wielka należała do powiatu miechowskiego w guberni kieleckiej (utworzonej w 1867).
Gminę zniesiono w połowie 1870 roku a jej obszar włączono do gminy Rzerzuśnia.